# Hellamaa (Hiiumaa)
Koordinaten: 58° 56′ N, 22° 56′ O
Hellamaa ist ein Dorf (estnisch küla) in der Landgemeinde Hiiumaa (bis 2017: Landgemeinde Pühalepa). Es liegt auf der zweitgrößten estnischen Insel Hiiumaa (deutsch Dagö).

## Beschreibung
Hellamaa (deutsch Hellama) hat 65 Einwohner (Stand 31. Dezember 2011). Es liegt 14 km südöstlich der Inselhauptstadt Kärdla (Kertel).
Der Ort wurde erstmals 1564/65 als Hellemäky urkundlich erwähnt. Der Ort liegt direkt an der Ostsee. Er hat der Bucht von Hellamaa (Hellamaa laht) an der Ostküste Hiiumaas ihren Namen gegeben. In der Bucht liegt die 14,8 Hektar große Insel Hellamaa rahu.
Wahrzeichen des Dorfes ist eine 1848 erbaute Bockwindmühle.